# Germaine Blondin
Pour les articles homonymes, voir Blondin.
Germaine Blondin est une auteur et poète française, née Germaine Marie Marguerite Ragoulleau le 12 décembre 1887 à La Fère, et morte le 18 novembre 1965 dans le 7e arrondissement de Paris. Mariée au correcteur d'imprimerie Pierre Blondin, elle est la mère de l'écrivain Antoine Blondin.

## Biographie
Germaine Blondin participa à plusieurs émissions radiophoniques dans l'entre-deux-guerres.
- En 1938, elle est invitée pour l'émission Les trésors du passé vous parlent, pour discuter des trésors du passé comme « L'ange au sourire de Reims », évocation radiophonique sur cette statue singulière de la cathédrale de Reims[2].
- En 1939, elle est à nouveau invitée à l'émission Les trésors du passé vous parlent, pour évoquer le Bénédicité de Chardin [3].
- En 1939, elle participe à une nouvelle émission radiophonique sur L'embarquement pour Cythère, à propos du tableau de Watteau[4].
- En 1940, elle participe à l'émission radiophonique à propos de l'Invitation à la valse, de Carl Maria von Weber[5].

En 1959, elle reçut le Prix de Société de Poésie pour Le Cahier d'Arlequin.
Au début des années 1960, elle perd son mari et écrit un roman autobiographique sur ses relations avec lui dans Vivre sans Archibald, un journal intime, tenu durant toute une année, lors du deuil profond mais discret, d'un vieillard, son ainé, avec qui elle vivait et qui ne fut, spécifie-t-elle, « ni un époux, ni un amant, ni un père ni un frère » mais « son meilleur ami. Et peut-être un magicien. Il apprivoisait la vie ».

## Œuvres
- 1927 : Balle d'avoine, roman du premier âge, éditions Valois
- 1933 : Au clair de la lune, éditions Corrêa
- 1937 : Le Rayon de miel : Poèmes, éditions Imprimerie nouvelle
- 1937 : Le Jeu de l'oie : Poèmes, éditions Corymbe
- 1946 : Notes sensibles : 1942-1945, éditions P. Mourousy
- 1953 : Sonnez les matines, éditions Caractères
- 1955 : Cause de notre joie, éditions du Vieux Colombier, prix Amélie Mesureur de Wally de l’Académie française en 1956
- 1959 : Le Cahier d'Arlequin, collection Janus, éditions P.J. Oswald
- 1968 : Vivre sans Archibald : Journal d'une année, 18 février 1962-18 février 1963, collection Vermillon, éditions La Table ronde édition posthume.